# Goniopteroloba sinuosa
Goniopteroloba sinuosa là một loài bướm đêm trong họ Geometridae.